# منطقة أعالي النيل
منطقة أعالي النيل هي إحدى أقاليم جنوب السودان وتقع شمال شرق جنوب السودان. وتطلق على منطقة النيل الأبيض، أحد فروع نهر نهر النيل في شمال وشرق أفريقيا.

## الولايات
يتكون الأقليم من ثلاث ولايات هي :
1. جونقلي (ولاية)
2. الوحدة (ولاية)
3. أعالي النيل (ولاية)

### السكان والمساحة
| العلم | الولاية           | العاصمة | السكان (2010) | المساحة (كم²) | الكثافة (/كم²) |
| ----- | ----------------- | ------- | ------------- | ------------- | -------------- |
|       | جونقلي            | بور     | 1,443,500     | 122,580.83    | 11.78          |
|       | الوحدة            | بانتيو  | 645,465       | 37,836.39     | 17.06          |
|       | أعالي النيل       | ملكال   | 1,013,629     | 77,283.42     | 13.12          |
|       | منطقة أعالي النيل |         | 3102594       | 237700.64     | 13             |